# 니티 모한
니티 모한(힌디어: नीति मोहन, 1979년 11월 18일 ~ )은 인도의 가수이다.